# Atlas sive cosmographicae meditationes de fabrica mundi et fabricati figura

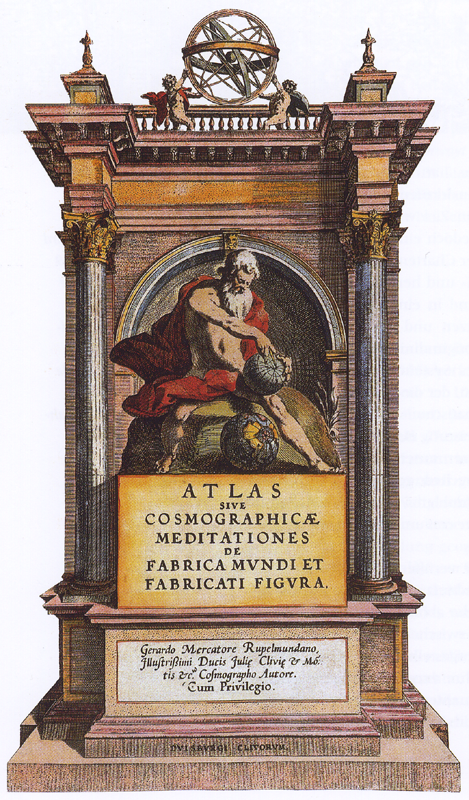
Titelkupfer des Atlas von 1595

Atlas sive cosmographicae meditationes de fabrica mundi et fabricati figura (auch Mercator-Atlas von 1595) ist ein Atlas, der im Jahr 1595 in Duisburg erschien. Er gilt als der erste Weltatlas, der als solcher benannt wurde, und geht auf die Kosmografie des Gerhard Mercator zurück, aus dessen Hand fast alle Karten und Texte stammen. Die Zusammenstellung und Herausgabe erfolgte posthum durch den Sohn Rumold Mercator.

## Entstehung und Geschichte
Im 16. Jahrhundert entstand das heute unter dem Namen „Atlas“ bekannte Druckwerk. Es handelt sich um eine Sammlung von Karten, die in einem oder mehreren gedruckten Bänden zusammengefasst sind. Die Zusammenstellung der Karten erfolgt dabei nicht willkürlich, sondern folgt einem klaren Sinnzusammenhang, wobei darauf geachtet wird, dass die Karten alle dasselbe Format besitzen. Dabei wird dem eigentlichen Kartenwerk eine Beschreibung des gezeichneten Materials zur Seite gestellt.
Erste Ideen für ein solches Werk kursierten in der Werkstatt des Duisburger Gelehrten Gerhard Mercator bereits in den 1560er Jahren. In der 1569 erschienenen „Chronologia“ legte der Kartograf die Inhalte eines solchen Atlas-Werkes fest. Mercator teilte das Druckwerk in fünf Teile ein: Die Erschaffung der Welt, die Beschreibung des Himmels, die Beschreibung der Länder und Meere, die Genealogie und die Chronologie. Der Titel des Werkes sollte diese Fünfteilung unterstreichen: „Atlas sive cosmographicae speculationis libri quinque“ (lat. Atlas oder fünf Bücher über kosmographische Betrachtungen).
Ein Jahr später, 1570, erschien das „Theatrum Orbis Terrarum“ des Antwerpener Druckers Gerard de Jode, das als ein Vorläufer der Atlanten gilt. 1579 schuf Abraham Ortelius ein weiteres Werk mit dem gleichen Titel. Mercators Großwerk war dagegen beim Tod des Gelehrten im Jahr 1594 nur zur Hälfte fertig. Zwar waren viele Karten zwischen 1585 und 1595 als sogenannte Tabulae Geographicae erschienen, wobei kurze Beschreibungen zu den Karten in diesen ebenfalls gegeben wurden, allerdings fehlte der von Mercator intendierte Leitgedanken einer umfassenden Weltbeschreibung.
Nach dem Tod des Vaters übernahm der Sohn Rumold Mercator die Aufgabe, das Lebenswerk fortzuführen. Das Werk erschien schließlich 1595 in Duisburg. Es enthielt alle Karten, die Gerhard Mercator gezeichnet hatte, wurde allerdings um mehrere Stiche ergänzt, die von der Familie des Verstorbenen hergestellt worden waren. Der Atlas erlebte, nach dem Tod des Rumold Mercator 1599, im Jahr 1602 eine weitere Auflage. Im Jahr 1604 ließ der Enkel Mercators die Bibliothek des Großvaters in Leiden versteigern. Die Kupferplatten für den Atlas gelangten an den Amsterdamer Verleger Jodocus Hondius. Er veröffentlichte die Karten Mercators ab 1605 in vielen Auflagen (sogenannter Mercator-Hondius-Atlas) und trug so zur Verbreitung der Werke und des Namens bei.

## Name

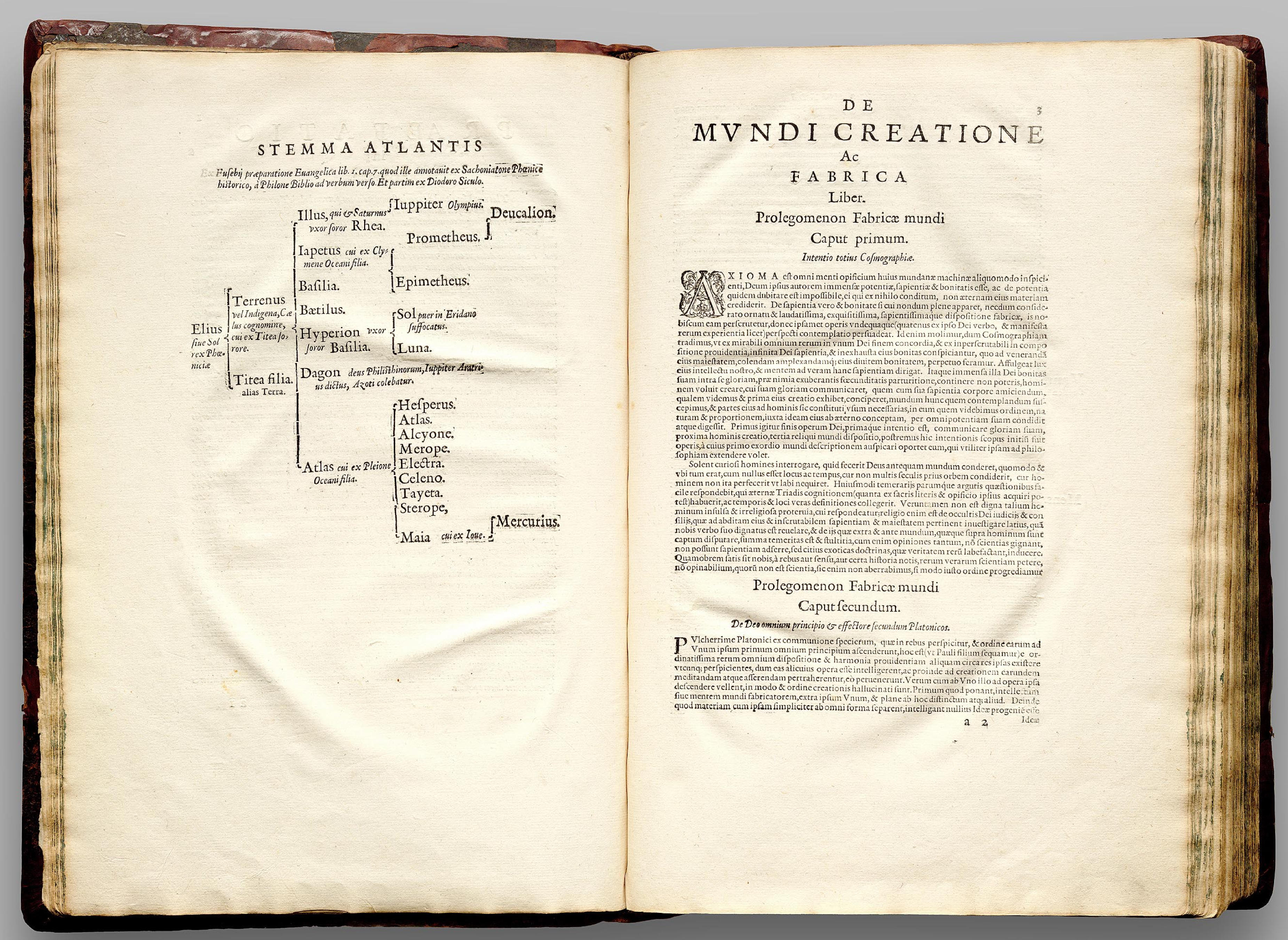
Die Stammtafel der Atlantiden (links) und die Titelseite der „De mundi creatione“ (rechts)

Gerhard Mercator hatte den Namen „Atlas“ bereits in seiner 1569 angekündigte Kosmografie aufgegriffen. Das 1595 im Druck erschienene Kartenwerk war allerdings das Erste, das den Begriff im Titel trug. In der von Gerhard Mercator verfassten Vorrede „Praefatio in Atlantem“ erläutert er die Etymologie des Wortes. Es sei vom Namen des „Atlas rex Mauretaniae“ (lat. Atlas, dem König Mauretaniens) inspiriert, dessen Abstammung als Sohn des gleichnamigen Titanen im Folgenden dargelegt wird. Der König habe sich als intimer Kenner der Gestirne und der Kosmografie hervorgetan. Er ist auch auf dem Titelkupfer dargestellt.
Bei Atlas handelt es sich um einen mythologischen König, der einen breiten Niederschlag in der griechischen Literatur gefunden hat. Er taucht bei Eusebius Pamphilus in dessen „Praeparatio evangelica“ ebenso auf, wie in der „Bibliotheca historia“ des Diodor. Bereits die Zeitgenossen Mercators brachten allerdings den hier erwähnten Atlas mit dessen Vater, dem Titanen, in Verbindung. Der Träger der Erdkugel wurde in der Folgezeit auch auf anderen Ausgaben des Mercator-Werkes dargestellt. Auf den „falschen“ Atlas verweist sogar das Epitaph Mercators in der Salvatorkirche in Duisburg.
Die Bezeichnung Atlas als Gattungsbegriff setzte sich trotz des großen Erfolges von Mercators Werk nicht unwidersprochen durch. Noch in den 1630er Jahren wurde der „Novus Atlas“ des Willem Blaeu in anderen Sprachausgaben als der Deutschen sowie in späteren Auflagen als „Theatrum Orbis Terrarum“ bezeichnet. Der Name war dem gleichnamigen Werk des Abraham Ortelius entlehnt. Zum Durchbruch verhalfen dem Gattungsnamen die Atlanten des Kartografen und Verlegers Jodocius Hondius und seiner Werkstatt. Zwischen 1636 und 1638 gab der Gelehrte Johannes Janssonius dem Namen „Atlas“ den Vorzug vor dem zuvor präferierten „Theatrum“, weil der Begriff bereits fest etabliert war.

## Inhalt

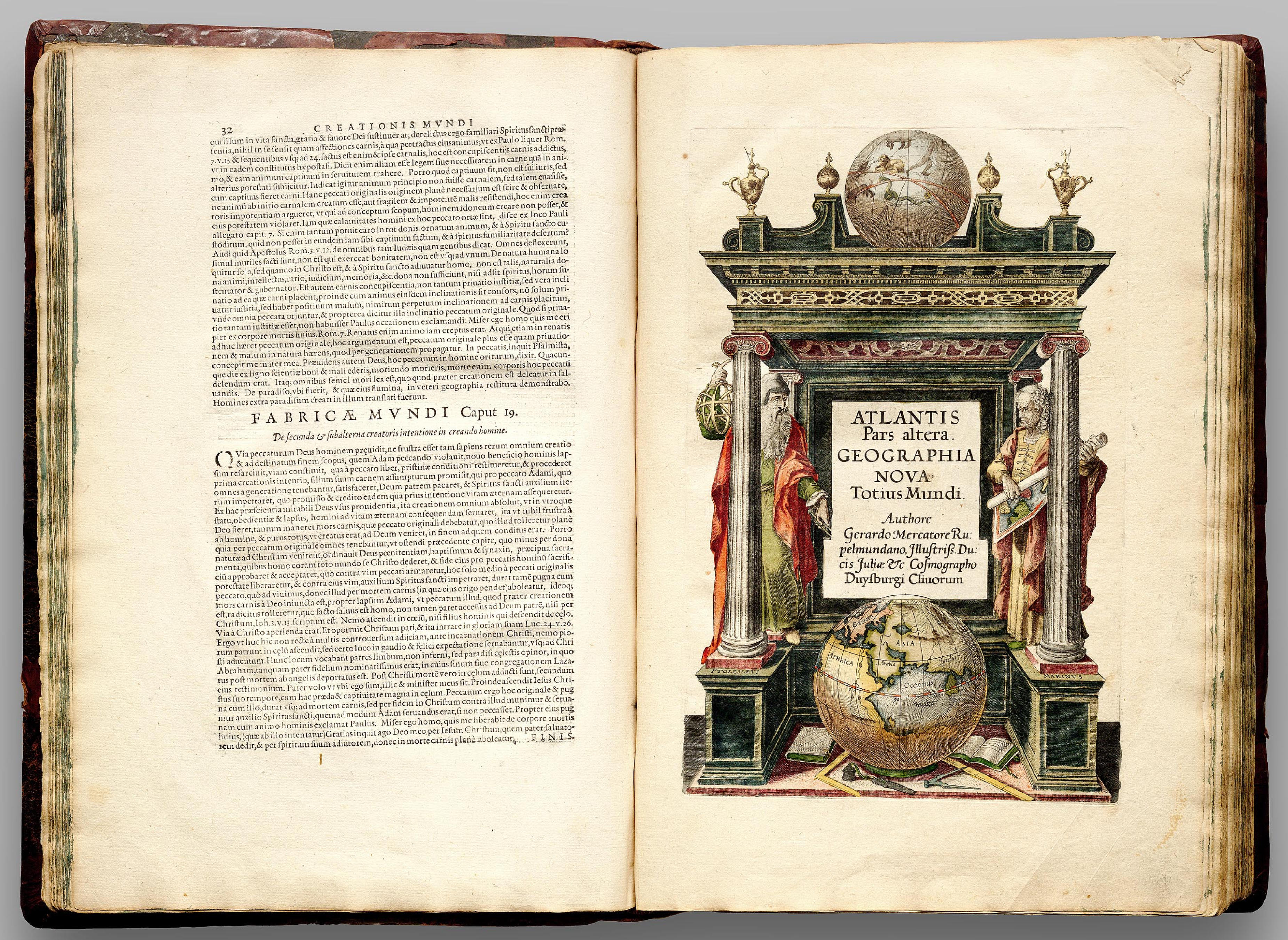
Titelblatt der „Atlantis pars altera“

Der vollständig auf Latein verfasste Mercator-Atlas wird von einer Widmung Rumold Mercators eingeleitet. Es folgt die von Walter Ghim verfasste Mercator-Biografie als Paratext, sowie anschließend eine Gedenkwidmung verschiedener Zeitgenossen („Epitaphivm“) an den verstorbenen Kartografen. In einem ersten inhaltlichen Teil wurde Mercators Arbeit über die Schöpfung „De mundi creatione et fabrica liber“ erstmals gedruckt. Der zweite Teil unter dem Titel Atlantis pars altera. Geographia nova totius mundi (lat. Zweiter Teil des Atlas. Neue Geografie der ganzen Welt) enthält die 102 Karten der Tabulae Geographicae von 1585, 1589 und 1595. Diese wurden allerdings um mehrere Karten ergänzt.
Das Werk enthält zusätzlich 29 Karten, die Gerhard Mercator kurz vor seinem Tod selbst zeichnete. Außerdem findet sich eine Weltkarte von 1587 im Atlas, die Rumold Mercator geschaffen hatte. Mit den Buchstaben A bis D wurden die vier weiteren Karten der übrigen Kontinente bezeichnet, die von Gerhard Mercator junior und Michael Mercator, Söhne des Arnold Mercator gestochen worden waren. Die Stiche sind von der großen Weltkarte kopiert, die Gerhard Mercator im Jahr 1569 als Navigationskarte auf See herausgegeben hatte.
Insgesamt umfasst die Berliner Ausgabe des Atlas von 1595 558 Seiten. Da die Karten zunächst ungebunden und unkoloriert geliefert wurden, allerdings vom jeweiligen Auftraggeber teilweise nachkoloriert wurden, existieren unterschiedliche Farbfassungen des Atlas. Dieser ungebundenen Auslieferungsweise ist es auch geschuldet, das insgesamt 21 Kartenblätter im Atlas nachträglich zu 8 Wandkarten zusammengesetzt werden können. Es sind dies: Lothringen, Burgund, Elsass, Westfalen, Lombardei, Schottland, Irland und Schweiz.

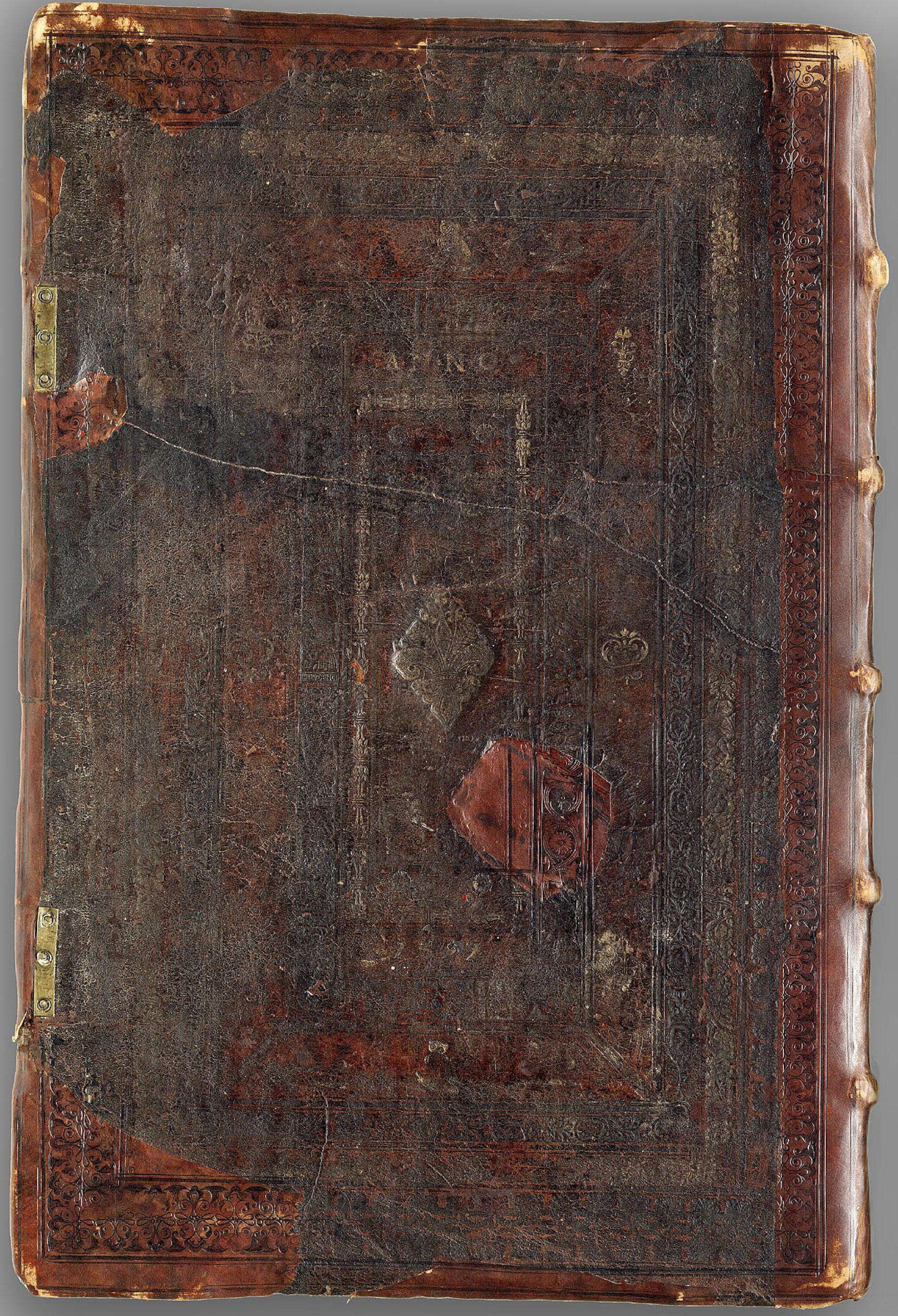
Einband der Atlas-Ausgabe der Library of Congress, Washington D. C.

### Epithaphivm in obitum Gerardi Mercatoris
Der Reformjurist Jean Matal schuf ein Gedenkgedicht für Gerhard Mercator, das ebenfalls Teil des Atlaswerkes wurde. Er lobt darin den Kartografen. Außerdem findet sich ein weiterer Nachruf auf Gerhard Mercator im Atlas. Dieser wurde vom Studenten der Rechte Lambert Lithocomus verfasst. Daneben ergänzte der Enkel Johannes Mercator ein Gedenkkapitel. Dieser Abschnitt schließt mit zwei Briefen. Sie wurden 1594 von Reiner Solenander und Jacob Sinstedius geschrieben.

### De mundi creatione et fabrica liber
In der Einleitung zum Atlas wurde ein Text veröffentlicht, in dem Gerhard Mercator sein theologisch-naturwissenschaftliches Weltbild niederlegte. Er versuchte darin die Aussagen der Bibel mit den aufstrebenden Naturwissenschaften in Einklang zu bringen und hoffte durch seine eigenen naturwissenschaftlichen Veröffentlichungen die Menschen Gott näherzubringen. Die Basis bildete die reformierte Theologie sowie eine Exegese des biblischen Schöpfungsberichts. Mercator beschrieb die Entstehung der Tiere und Pflanzen sowie die Ordnung der Lebewesen. Der Bericht umfasst 19 Kapitel.
Mercator griff in seinem Text das aristotelische Weltbild auf, modifizierte die Gedanken des griechischen Gelehrten allerdings. Anders als die antike Autorität Aristoteles hatte Mercator eine Stufenleiter der Lebewesen vor Augen, die von Gott in der einer Reihe von weniger Festen zu Festen und von Unvollkommenen zu Vollkommenen Wesen erschaffen wurde. Die so geschaffene Natur hat eine Sympathie für die Menschen, die selbst Gott am ähnlichsten sind. Dabei liegt es in der Verantwortung des Menschen sie zu nutzen.

### Karten
Übersicht über die Kartenwerke im Atlas. Die meisten Karten sind genordet.
| „Galliae tabulae geographicae“: 12 Karten von Frankreich, Lothringen und Burgund, 4 Karten der Schweiz. Vor den Karten stehen sechs Textseiten mit einer Einleitung und einer Beschreibung der politischen Situation in Frankreich. Die Karten von Lothringen und Burgund nehmen jeweils zwei Seiten ein. Am Ende steht ein Ortsnamensregister Frankreichs. - a) Gallia – Maßstab 1:3.500.000 - b) Britannia et Normandia cum confinib[us] regionibus – Maßstab 1:700.000 - c) Aqvitania australis Regnv[m] Arelatense cum confinijs – Maßstab 1:2.000.000 - d) France Picardie Champaigne cum regionibus adiacentibus – Maßstab 1:1.000.000 - e) Bolonia et Gvines Comitatus – Maßstab 1:250.000 - f) Aniov – Maßstab 1:450.000 - g) Berry ducatus – Maßstab 1:500.000 - h) Poictov sive Pictauiae descriptio – Maßstab 1:900.000 - i-k) Lotharingia Ducatus – Maßstab 1:350.000 - l-m) Bvrgvndia Ducatus – Maßstab 1:950.000 - n) Helvetia cum finitimis regionibus confoederatis – Maßstab 1:800.000 - o-q) Helvetia – Maßstab 1:350.000 „Belgii Inferioris Geographicae tabulae“: 1 Übersichtskarte und 8 Provinzkarten der Niederlande. Vor den Karten steht ein kurzer Bericht mit einer Besprechung der Landeskunde der Niederlande zur Zeit der Burgunder. Am Ende steht ein Ortsnamensregister der Niederlande. - r) Belgii inferioris descriptio emendata cum circumiacentium regionu[m] confinijs – Maßstab 1:1.500.000 - s) Flandria Comit. – Maßstab 1:450.000 - t) [Karte von Brabant] – Maßstab 1:500.000 - v) Hollandt Comitatus Vtricht episcop – Maßstab 1:600.000 - x) Zelandia Comitatus – Maßstab 1:300.000 - y) Geldria et Transysvlania – Maßstab 1:400.000 - z) Artesia Comit. – Maßstab 1:400.000 - &) Hannonia, Namvrcvm Comitatus – Maßstab 1:400.000 - ct) Trier et Lvtzenbvrg – Maßstab 1:500.000 |  | „Germaniae tabulae geographicae“: 26 Karten des Heiligen Römischen Reiches, sowie Polens und Ungarns. Der Text beginnt mit einer Einführung in die Karten. Am Ende steht ein Register der Ortsnamen Deutschlands. - A) Germania – Maßstab 1:3.000.000 - B) Frisia occidentalis – Maßstab 1:350.000 - C) Emden et Oldenborch Comit. – Maßstab 1:350.000 - D-F) Westfalia Cum Dioecesi Bremensi, ohne Titel, Berghe Ducatus Marck Comitatus et Coloniensis Dioecesis – Maßstab 1:550.000 - Fij) Waldeck Comitatus – 1:200.000 - G) Palatinatvs Rheni – Maßstab 1:500.000 - H) Wirtenberg Ducatus – 1:500.000 - I-K) Alsatia Inferior [et] Alsatia superior cum Suntgoia & Brisgoia (gewestet) – Maßstab 1:400.000 - I-M) Saxonia Inferior Et Mecklenborg Dvc. [et] Bravnswyck & Meydbvrg cum ceteris adiacentibus – Maßstab 1:750.000 - N-0) Hassia landtgrauiatus [et] Thvringia – Maßstab 1:400.000 - P) Franckenlandt Francia orientalis – Maßstab 1:700.000 - Q) Bavaria Dvcatvs – Maßstab 1:700.000 - Qij) Palatinatvs Bavariae – Maßstab 1:350.000 - R) Saxoniae superioris Lvsatiae Misniaeqve descriptio – Maßstab 1:800.000 - S) Marca Brandenbvrgensis & Pomerania – Maßstab 1:900.000 - T) Bohemia – Maßstab 1:800.000 - V) Moravia – Maßstab 1:550.000 - X) Avstria archiducatus – Maßstab 1:700.000 - Y) Saltzbvrg archiepiscopatus cum ducatu Carinthiae – Maßstab 1:500.000 - Z) Polonia Et Silesia – Maßstab 1:1.600.000 - AA) Hvngaria – Maßstab 1:1.300.000 |  |

| „Italiae, Sclavoniae, Et Graeciae tabulae geographicae“: 16 Karten von Italien, 2 Balkankarten, sowie 4 Griechenlandkarten. Staatskundliche Berichte fehlen, allerdings wurde dem Teil eine Widmung an Ferdinand von Medici und einem Bericht an die Leser aus dem Jahr 1589 vorangestellt. Der Abschnitt schließt mit zwei Ortsnamensregistern, je einem von Italien und Griechenland. - 1. Italia – Maßstab 1:3.000.000 - 2. Lombardiae Alpestris pars occidentalis cum Valesia – Maßstab 1:750.000 - 3. Tarvisina Marchia Et Tirolis Comitatvs – Maßstab 1:750.000 - 4. Pedemontana regio cum Genvensivm territorio & Montisferrati Marchionatu – Maßstab 1:750.000 - 5. Romandiola cum Parmensi Ducatu – Maßstab 1:750.000 - 6. Brescia Episcopatus Mediolanv[m] Ducatus – Maßstab 1:450.000 - 7. Veronae Vicentiae Et patavii Ditiones – Maßstab 1:375.000 - 8. Forum Ivlivm, Karstia, Carniola, Histria Et Windorvm Marchia – Maßstab 1:750.000 - 9. Tvscia – Maßstab 1:750.000 - 10. Marchia Anconitana Cvm Spoletano Dvcatv – Maßstab 1:750.000 - 11. Lativm nunc Campagna di Roma – Maßstab 1:400.000 - 12. Abrvzzo Et Terra Di Lavoro (gewestet) – Maßstab 1:1.000.000 - 13. Pvglia Piana, Terra Di Barri, Terra Di Ortranto, Calabria Et Basilicata (gewestet) – Maßstab 1:1.500.000 - 14a. Corsica – Maßstab 1:750.000 - 14b. Sardinia – Maßstab 1:100.000 - 15. Siciliae Regnum – Maßstab 1:900.000 - 16. Stiria – Maßstab 1:500.000 - 17. Sclavonia, Croatia, Bosnia Cvm Dalmatiae Parte – Maßstab 1:1.000.000 - 18. Walachia, Servia, Bvlgaria, Romania – Maßstab 1:2.500.000 - 19. Graecia – Maßstab 1:3.000.000 - 20. Macedonia Epirvs Et Achaia – Maßstab 1:2.000.000 - 21. Morea olim Peloponnesus – Maßstab 1:1.000.000 - 22 Candia cum Insulis aliquot circa Graeciam – Maßstab 1:1.000.000 |  | Karten von den Britischen Inseln, Nord- und Osteuropa: Die 29 Karten wurden von Gerhard Mercator geschaffen, allerdings erstmals im Atlas von 1595 veröffentlicht. Es handelt sich um eine Nordpolkarte, 16 Karten der Britischen Inseln, eine Skandinavienkarte und vier Dänemarkkarten, sowie sechs Karten von Osteuropa. Lediglich die Karten von Dänemark wurden mit einem Einleitungstext versehen. - I. Septentrionalivm Terrarum descriptio – Maßstab 1:20.000.000 - II. Islandia – Maßstab 1:2.000.000 - III. Anglia, Scotia et Hibernia – Maßstab 1:4.000.000 - IV. Scotia, Regnum – Maßstab 1:1.900.000 - V.-VI. Scotiae Regnvm – Maßstab 1:1.100.000 - VII. Irlandiae regnum – Maßstab 1:2.500.000 - VIII.-IX. Irlandiae Regnvm – Maßstab 1:1.000.000 - X. Vltoniae Orientalis Pars – Maßstab 1:500.000 - XI. Vdrone, Irlandiae in Catherlagh Baronia – Maßstab 1:70.000 - XII. Anglia regnum – Maßstab 1:2.500.000 - XIII. Northvmbria, Cvmberlandia, Et Dvnelmensis episcopatus – Maßstab 1:600.000 - XIV. Westmorlandia, Lancastria, Cestria, Caernarvan, Denbigh, Flint, Merionidh, Montgomery, Salopia Cum insulis Mania Et Anglesey – Maßstab 1:1.000.000 - XV. Cornvbia, Devonia, Somerstvs, Dorcestria, Wiltonia, Glocestria, Monvmetha, Glamorgan, Caermarden, Penbrock, Cardigan, Radnor, Breknoke, Herefordia & Wigornia – Maßstab 1:950.000 - XVI. Eboracvm, Lincolnia, Derbia, Staffordia, Notinghamia, Lecestria, Rvtlandia, Et Norfolcia – Maßstab 1:1.000.000 - XVII. Warwicum, Northhamtonia, Huntingdonia, Cantabrigia, Suffolcia, Oxonium, Buckinghamia, Bedfordia, Hartfordia, Essexia, Berceria, Middelsexia, Southha[m]tonia, Surria, Cantiu[m] & Southsexia – Maßstab 1:800.000 - XVIII. a) Anglesey b) Garnesay c) Wight olim Vectis d) Iarsay – diverse Maßstäbe - XVIIII. Svecia Et Norvegia cum confinijs – Maßstab 1:4.500.000 - XX. Daniae Regnu[m] – Maßstab 1:1.700.000 - XXI. Ivtia Septentrionalis – Maßstab 1:700.000 - XXII. Holsatia ducatus – Maßstab 1:500.000 - XXIII. Fionia – Maßstab 1:400.000 - XXIV. Prvssia – Maßstab 1:850.000 - XXV. Livonia – Maßstab 1:700.000 - XXVI. Rvssia cum confinijs – Maßstab 1:8.000.000 - XXVII. Lithvania – Maßstab 1:3.000.000 - XXVIII. Transsylvania – Maßstab 1:800.000 - XXIX. Tavrica Chersonesvs. Nostra aetate Przecopsca et Gazara dicitur – Maßstab 1:3.500.000 |  |

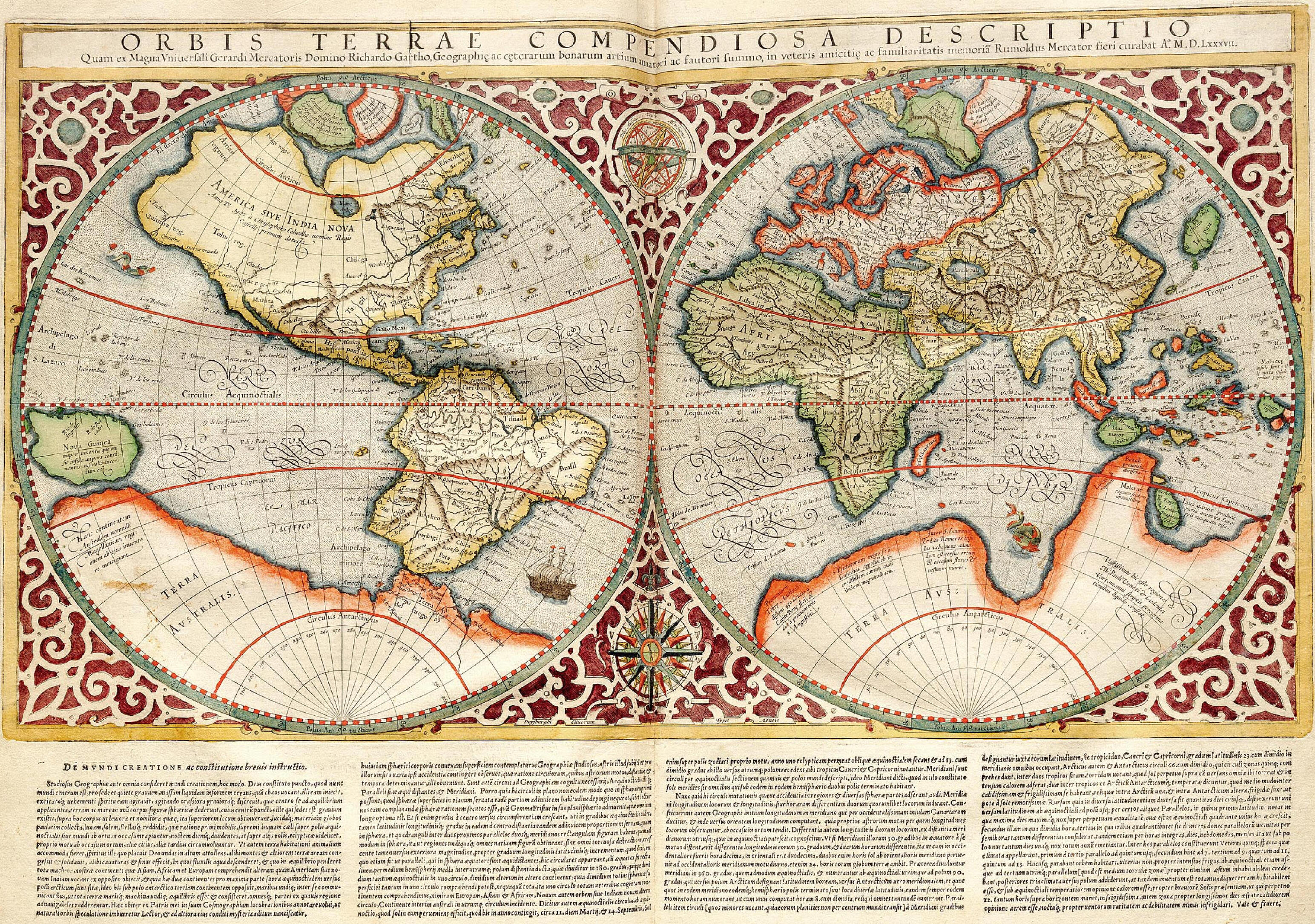
Weltkarte von Rumold Mercator
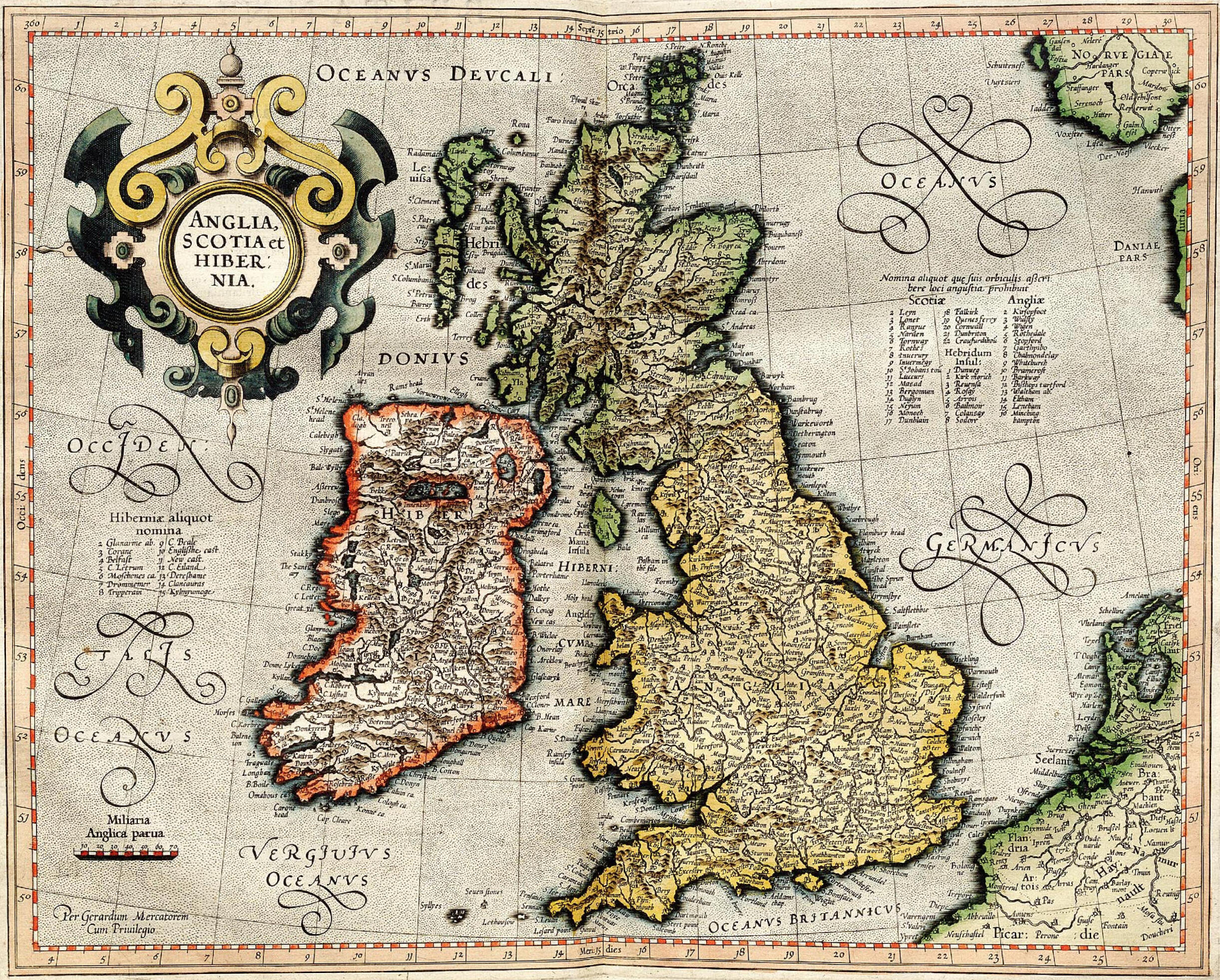
Karte der Britischen Inseln
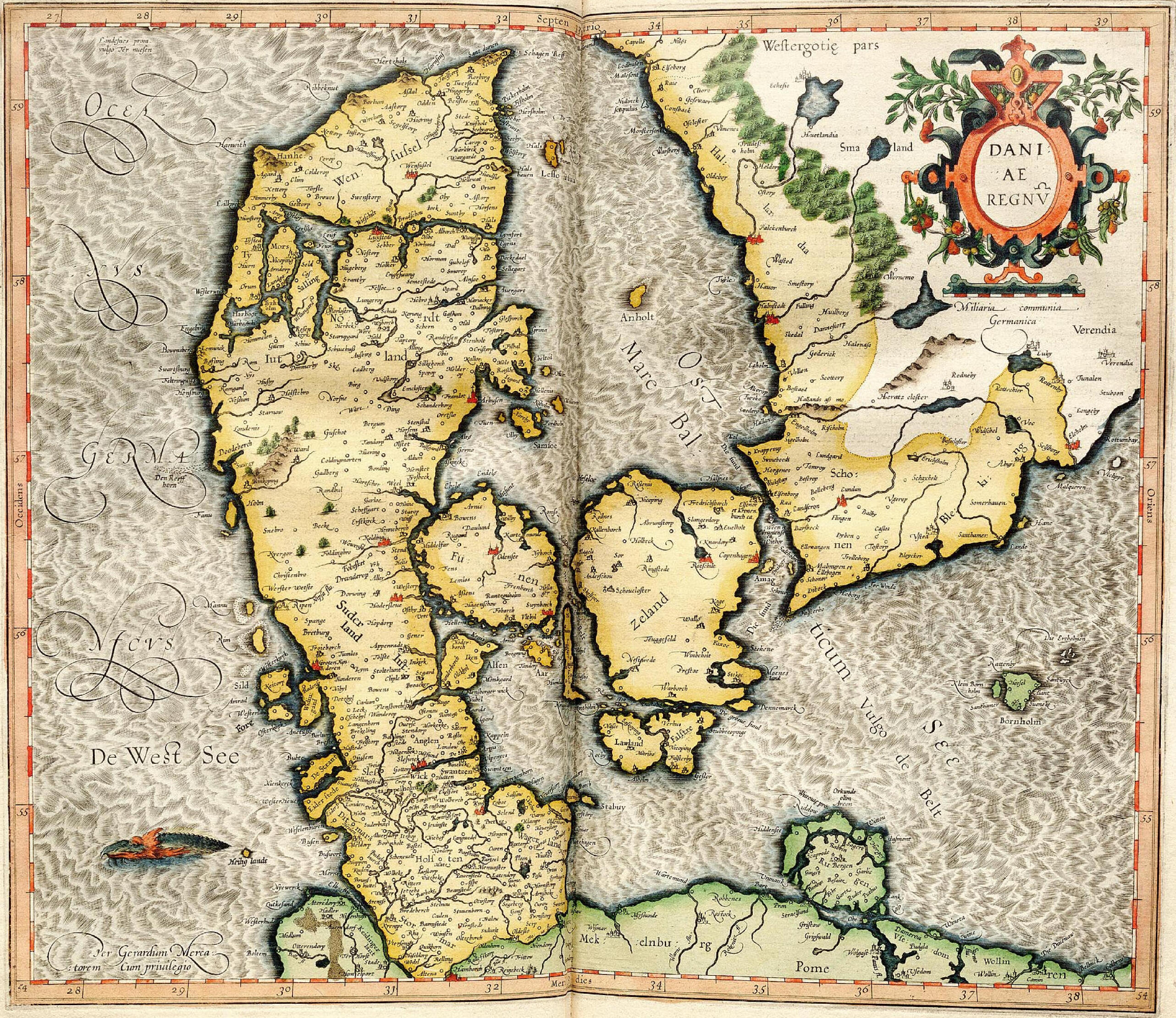
Karte Dänemarks
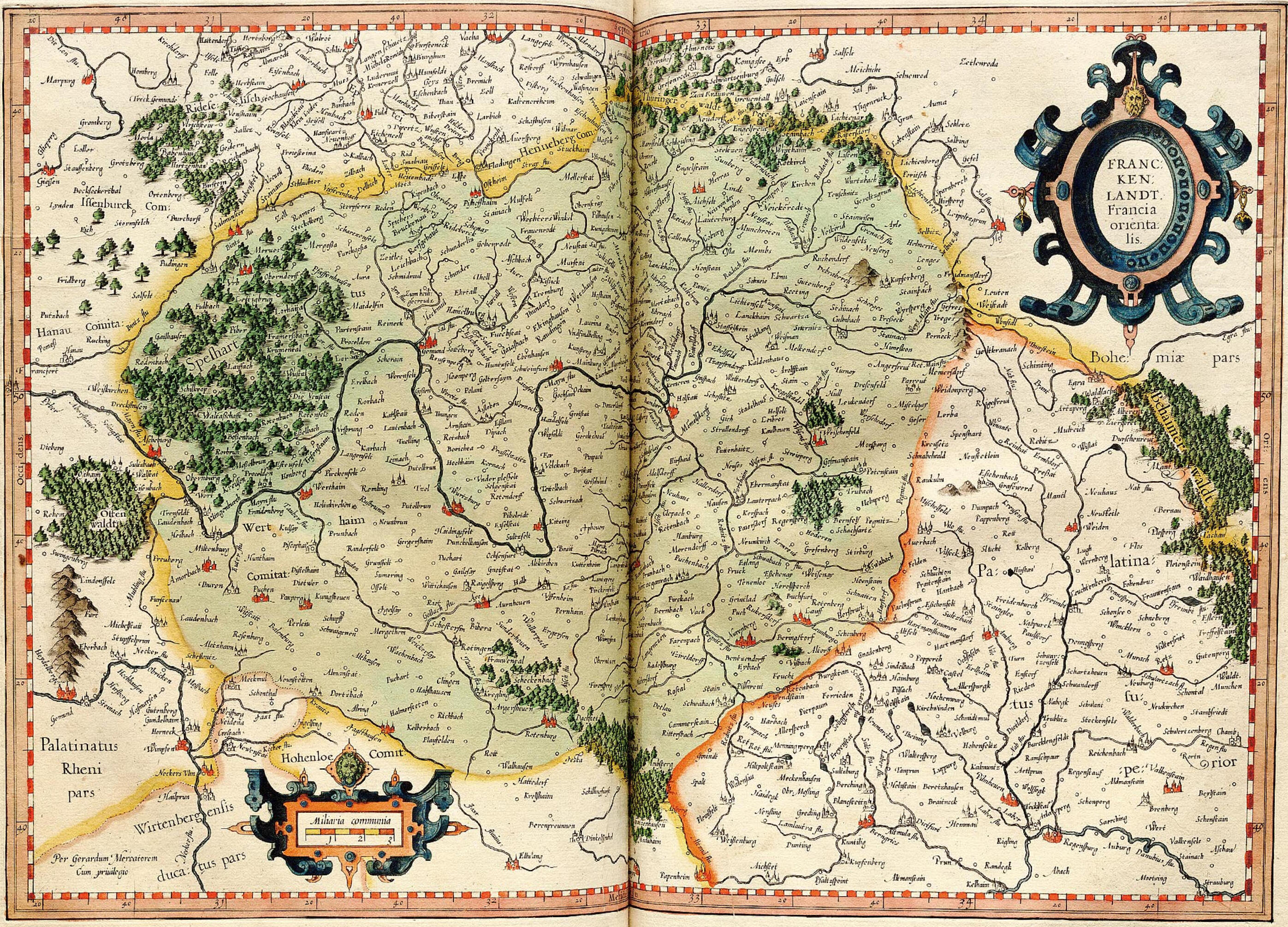
Karte Frankens
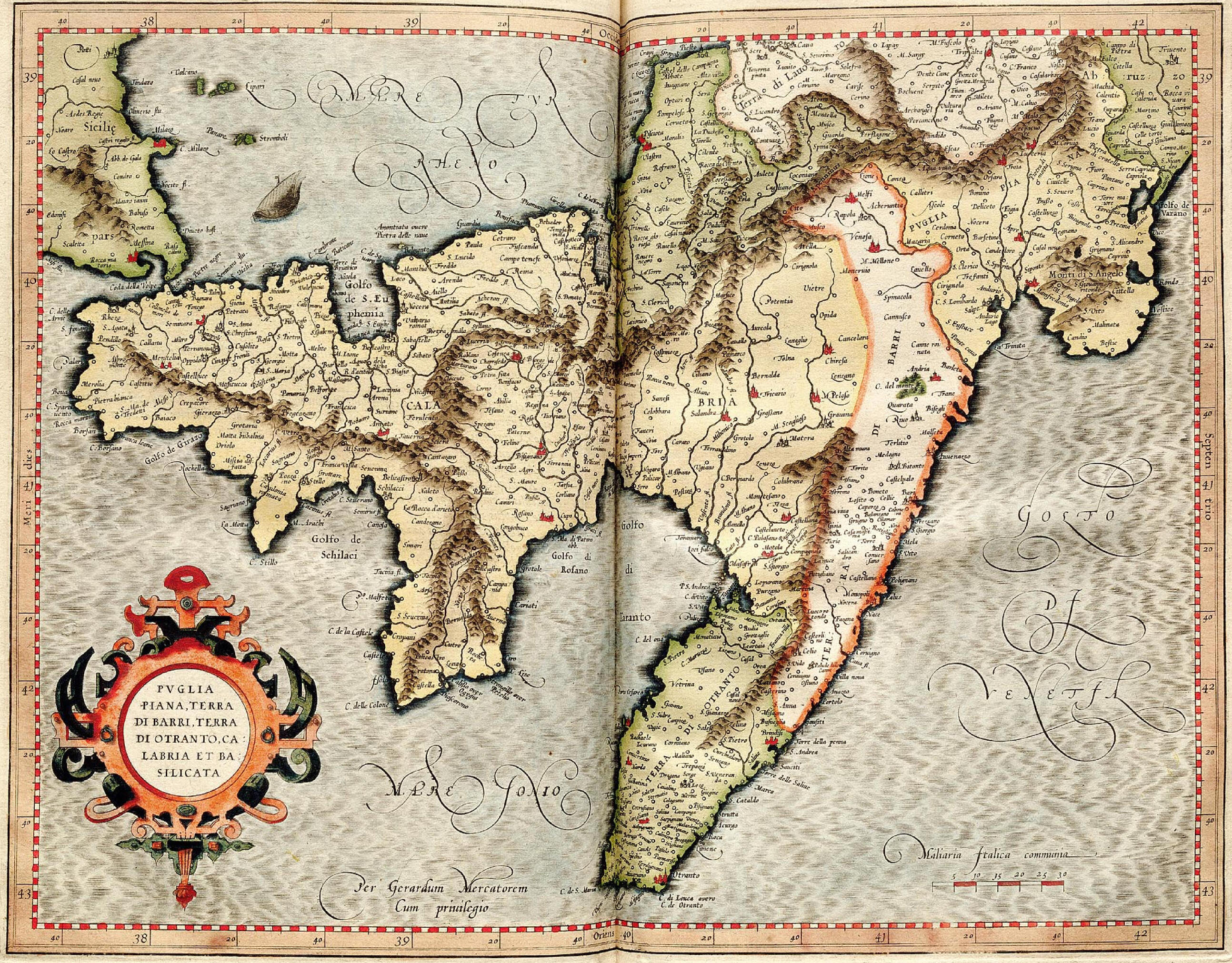
Karte Apuliens
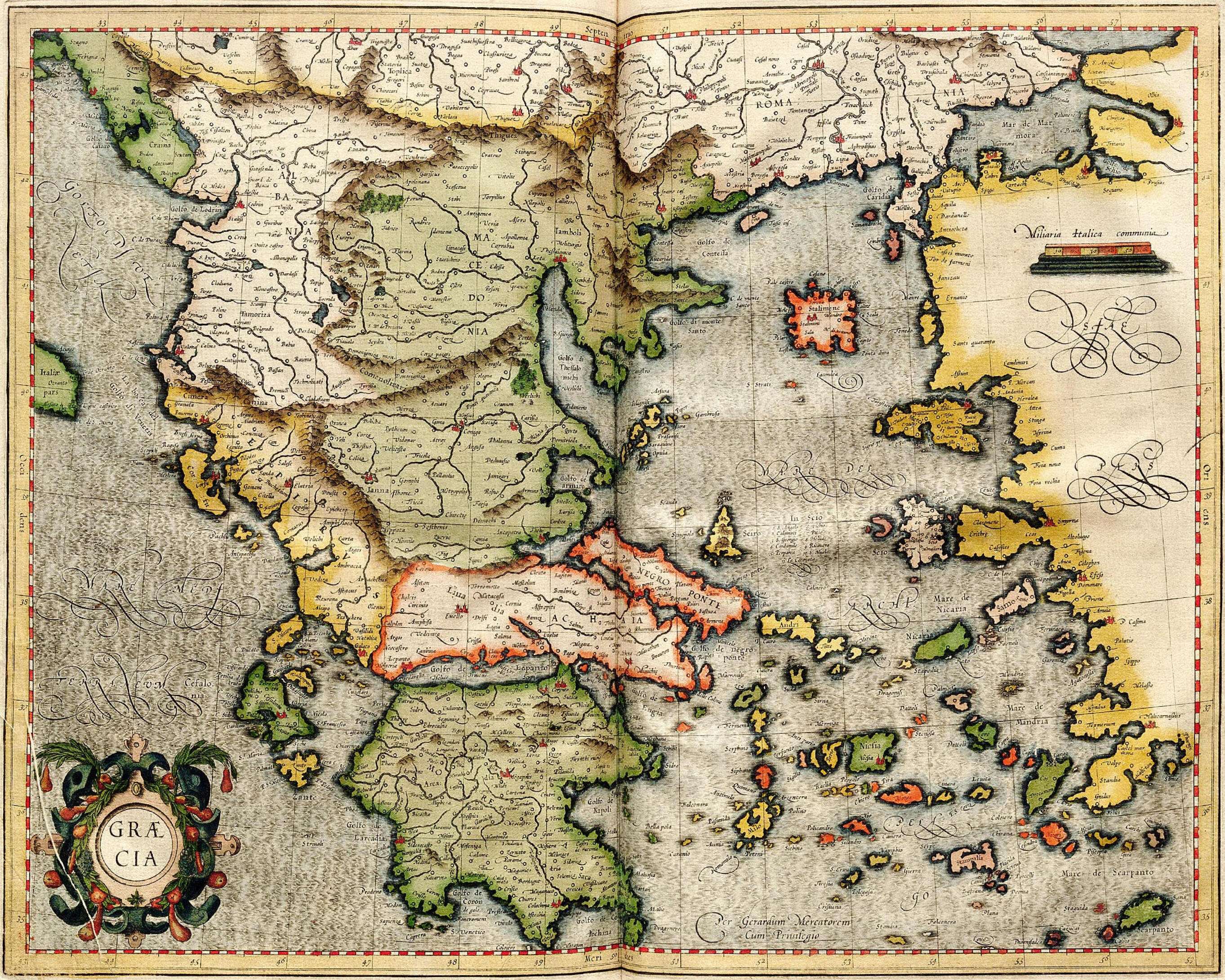
Karte der griechischen Inseln

## Exemplare
Der Mercator-Atlas von 1595 und seine zweite Auflage von 1602 haben sich in vielen Sammlungen und Bibliotheken weltweit erhalten. Als besonders prächtig kann die Ausgabe der Berliner Staatsbibliothek gelten. Weitere Exemplare befinden sich unter anderem in der Biblioteca de la Universitat in Barcelona, in der Bibliothèque royale de Belgique in Brüssel, im Kultur- und Stadthistorischen Museum Duisburg, der Bibliotheek van de Rijksuniversiteit in Leiden, der Bibliothèque nationale de France in Paris, der Bayerischen Staatsbibliothek in München, der Library of Congress in Washington D. C. und in der Sammlung Woldan, Wien.

## Ausgaben
- Thomas Horst (Hrsg.): Atlas Gerardi Mercatoris 1595 – „Der Mercatoratlas“. Faksimile-Verlag, München 2012, ISBN 978-3-577-12560-4.
- Wilhelm Krücken (Hrsg.): Gerhard Mercator: Atlas sive cosmographicae meditationes de fabrica mundi et fabricati figura. Gerardo Mercatore Rupelmondano Illustrissmi Ducis Juliae Cliviae et Montis etc. Cosmographo Autore. Cum privilegio. Duisburgi Clivorum. Atlas. Kosmographische Gedanken über die Erschaffung der Welt und ihre kartographische Gestalt von Gerhard Mercator aus Rupelmonde Kosmograph des erlauchtesten Fürsten von Jülich, Kleve und Berg usw. Urheberrechtlich geschützt. Duisburg im Klevischen [1595]. Mercator-Verlag, Duisburg 1994, ISBN 3-87463-217-2.